# Peperomia subvillicaulis
Peperomia subvillicaulis är en pepparväxtart som beskrevs av William Trelease. Peperomia subvillicaulis ingår i släktet peperomior, och familjen pepparväxter. Inga underarter finns listade i Catalogue of Life.